# Теория безумца
Теория безумца (от англ. madman theory) — политическая стратегия, использованная Ричардом Никсоном во внешней политике по отношению к странам коммунистического блока. Её суть состоит в желании убедить зарубежных противников в том, что у власти находится непредсказуемый, «безумный» человек, способный в любой момент на неадекватные поступки (включая использование ядерного оружия). Вызывая гнев или подвергая такого лидера стрессу, его противники могли получить иррациональный, непропорциональный ответ. Противники, таким образом, побуждались контролировать собственное поведение, опасаясь непредсказуемой реакции. В основе данной стратегии лежат разработки теории игр.

## История
Несмотря на то, что «теория безумца» связывается, в первую очередь, с именем Ричарда Никсона, лежащие в её основе идеи были сформулированы ещё Макиавелли в XV веке. Итальянский мыслитель отмечал, что в политике «иногда бывает полезно притвориться сумасшедшим».
В 1950-х годах XX века американские исследователи Томас Шеллинг и Герман Кан ввели в оборот концепцию «рациональности иррациональности», согласно которой лидеры государств могут эффективно достигать своих целей, если убедят противников, что они настолько нерациональны, что могут начинать войны, которые не имеют никакого смысла с точки зрения разумных национальных интересов. В 1962-м году Г. Кан писал, что можно эффективно запугать противника, если притвориться «немного сумасшедшим».
В американской внешнеполитической практике похожую стратегию использовал Дуайт Эйзенхауэр. На момент начала его президентского срока Корейская война зашла в тупик. Эйзенхауэр решил положить конец этому, дав понять китайцам, что сбросит атомную бомбу на Северную Корею, если немедленно не будет заключено перемирие. Всего через несколько недель китайцы согласились пойти на перемирие, и Корейская война завершилась.
Ричард Никсон, следуя примеру своего предшественника, использовал «теорию безумца» для давления на Советский Союз и поддерживаемый им коммунистический режим в Северном Вьетнаме для окончания войны на выгодных для США условиях. После провала переговоров в Париже в 1969-м году Никсон решил угрожать Советскому Союзу массированным ядерным ударом и заставить его лидеров думать, что он достаточно сумасшедший, чтобы пойти на этот шаг. По его расчёту, Москва должна была поставить северных вьетнамцев перед выбором: сесть за стол переговоров с американцами или лишиться военной и дипломатической поддержки со стороны СССР.
Как вспоминает в своих мемуарах глава штаба Никсона Г. Холдеман, президент сформулировал «теорию безумца» следующим образом:
Он [Никсон] сказал: «Я называю это «теория безумца», Боб. Я хочу, чтобы северные вьетнамцы поверили, что ситуация такова, что я могу сделать что угодно, чтобы остановить войну. Мы просто скажем им: «ради Бога, вы знаете, что Никсон помешался на противостоянии коммунизму. Мы не можем сдерживать его. Когда он злится, он держит руку на ядерной кнопке» - и сам Хо Ши Мин будет в Париже через два дня, умоляя о мире.
В итоге ни Ханой, ни Москва действительно не могли точным образом указать, каковы будут дальнейшие шаги американского президента.

## Последствия
Никсон и его советник по национальной безопасности Генри Киссинджер во время войны во Вьетнаме предприняли ряд шагов, укладывающихся в логику «теории безумца». Наиболее ярким примером стала операция «Гигантское копьё», в ходе которой 10 октября 1969 г. был отдан приказ Стратегическому командованию Военно-воздушных сил США начать подготовку к возможному противостоянию с Советским Союзом. В ходе операции в боевую готовность были приведены 18 бомбардировщиков B-52, вооружённых ядерным оружием, которые поднялись в воздух 27 октября и подошли к границам СССР через Северный полюс. Спустя три дня они так же внезапно вернулись на свои базы в США.
Также с 13 по 30 октября 1969 года в рамках мероприятий США по устрашению противника были осуществлены различные морские операции: от передвижений авианосцев и подводных лодок с баллистическими ракетами до блокировки советских торговых судов, следующих в Хайфон.
Впрочем, как позднее отмечалось в ЦРУ, эта активность не повлекла за собой никаких ответных дипломатических шагов ни со стороны СССР, ни со стороны Китая, и не упоминалась ни в советских, ни в каких бы то ни было иных СМИ. Таким образом, «теория безумца» в её приложении к завершению войны во Вьетнаме не считается эффективной.

## Критика
«Теория безумца» довольно часто критикуется как неэффективная стратегия внешнеполитического поведения. В частности, отмечается, что её можно считать русской рулеткой в международных отношениях, которая увеличивает непредсказуемость и не всегда стимулирует её адресата к желаемому поведению.
Также отмечается, что, если лидер только притворяется сумасшедшим (например, подразумевая, но явно не угрожая применением ядерного оружия), противники понимают, что имеют дело с манипуляцией, и игнорируют любые иррациональные угрозы, которым не верят. Так, Мао Цзэдун считал, что ядерное оружие ограничивает Соединённые Штаты больше, чем его противников, поскольку вероятность его применения крайне низка. Возможна и обратная ситуация: для некоторых противников подобное поведение может стать сигналом к проявлению собственного фанатизма, который уже не будет уловкой, но усилит эскалацию конфликта, что может привести к фатальному результату. Таким образом, издержки вследствие возрастания рисков открытого вооружённого конфликта становятся выше, чем возможный позитивный эффект.

## Влияние на общество
В современной американской публицистике и аналитических материалах можно встретить мнения о том, что непредсказуемость президента США Дональда Трампа свидетельствует о том, что он также использует «теорию безумца» для достижения внешнеполитических целей. В пример обычно приводится нагнетаемое Трампом давление на власти Северной Кореи. Резкое поведение американского президента (в частности, оскорбительные высказывания в адрес северокорейского лидера в Твиттере) имело целью вызвать у Ким Чен Ына опасение, что если он не найдет способ убедить Трампа в том, что страна «денуклеаризуется», Трамп может фактически начать войну, которая рискует стать ядерной.
Впрочем, в прессе нередко отмечается, что если Никсон «притворялся» сумасшедшим, то Трамп может быть таковым на самом деле, и его иррациональные поступки на внешнеполитической арене могут не иметь под собой стратегической основы, а лишь вызывать путаницу и беспорядок.